# Emily Cook
Emily Cook (* 1. Juli 1979 in Boston) ist eine US-amerikanische Freestyle-Skierin. Sie ist auf die Disziplin Aerials (Springen) spezialisiert.

## Biografie
Cook erlernte als Vierjährige das Skifahren und begann im Alter von 14 Jahren mit dem Freestyle-Skispringen; in ihrer Jugend war sie auch Kunstturnerin. Ab 1995 nahm sie zunächst im Nor-Am Cup teil, der nordamerikanischen Kontinentalmeisterschaft. Ihr Debüt im Weltcup hatte sie am 13. Januar 1997 in Lake Placid, wo sie Platz 13 erreichte. Bei der Juniorenweltmeisterschaft 1999 in Jyväskylä gewann sie die Bronzemedaille. Den ersten Podestplatz in einem Weltcupspringen erzielte sie am 6. Januar 2001 mit Platz drei in Deer Valley. Kurz vor den Olympischen Winterspielen 2002, zu denen sie sich qualifiziert hatte, erlitt sie eine schwere Fußverletzung, die sie zu einer über zweijährigen Pause zwang.
Erst im Januar 2005 ging Cook wieder an den Start, konnte aber mit mehreren Top-10-Platzierungen wieder mit der Weltspitze mithalten. In der darauf folgenden Saison stand erneut ein Podestplatz zu Buche, außerdem nahm sie erstmals an Olympischen Spielen teil. Der erste Weltcupsieg gelang ihr am 1. März 2008 in Moskau, im selben Jahr gewann sie den ersten nationalen Meistertitel. Im Winter 2009/10 war Cook zweimal Dritte im Weltcup, bei der Weltmeisterschaft 2009 verpasste sie als Vierte knapp eine Medaille. 2010 folgten die zweite Olympiateilnahme und der zweite Meistertitel. Am 12. Februar 2011 konnte sie wiederum in Moskau ihren zweiten Weltcupsieg feiern. Ein weiterer Sieg folgte gegen Ende der Saison 2012/13.
Cook ist Athletenbotschafterin der Entwicklungshilfeorganisation Right to Play.

## Erfolge

### Olympische Spiele
- Turin 2006: 19. Aerials
- Vancouver 2010: 11. Aerials
- Sotschi 2014: 8. Aerials

### Weltmeisterschaften
- Hasliberg 1999: 18. Aerials
- Whistler 2001: 12. Aerials
- Ruka 2005: 7. Aerials
- Madonna di Campiglio 2007: 6. Aerials
- Inawashiro 2009: 4. Aerials
- Deer Valley 2011: 7. Aerials
- Voss 2013: 10. Aerials

### Weltcupwertungen
- Saison 2000/01: 6. Aerials-Weltcup
- Saison 2005/06: 5. Aerials-Weltcup
- Saison 2007/08: 6. Aerials-Weltcup
- Saison 2008/09: 8. Aerials-Weltcup
- Saison 2010/11: 5. Aerials-Weltcup
- Saison 2012/13: 2. Aerials-Weltcup
- Saison 2013/14: 7. Aerials-Weltcup

### Weltcupsiege
Cook errang bis jetzt 9 Podestplätze, davon 3 Siege:
| Datum            | Ort     | Land     |
| ---------------- | ------- | -------- |
| 1. März 2008     | Moskau  | Russland |
| 12. Februar 2011 | Moskau  | Russland |
| 23. Februar 2013 | Bukowel | Ukraine  |

### Weitere Erfolge
- Bronzemedaille Juniorenweltmeisterschaft 1999
- 2 US-amerikanische Meistertitel (2008, 2010)
- 6 Podestplätze im Nor-Am Cup
- 4 Siege in FIS-Springen